# فرودگاه هون گیت رنچ
فرودگاه هون گیت رنچ (به انگلیسی: Heavens Gate Ranch Airport) یک فرودگاه خصوصی است که یک باند فرود شن دارد و طول باند آن ۱۵۵۴ متر است. این فرودگاه در کشور ایالات متحده آمریکا قرار دارد و در ارتفاع ۲۹۴ متری از سطح دریا واقع شده‌است.